# Spoorlijn Rath - Düsseldorf Rheinisch
De spoorlijn Düsseldorf-Rath - Düsseldorf Rheinisch was een Duitse spoorlijn en was als spoorlijn 11 onder beheer van DB Netze.

## Geschiedenis
Het traject werd door de Rheinische Eisenbahn-Gesellschaft geopend op 1 februari 1876. Op 31 augustus 1913 is een nieuw tracé geopend via de aansluiting Vogelsang en vervolgens opgebroken.

## Aansluitingen
In de volgende plaatsen is of was er een aansluiting op de volgende spoorlijnen:
Düsseldorf-Rath
DB 13, spoorlijn tussen Düsseldorf-Rath en Düsseldorf-Lierenfeld
DB 2400, spoorlijn tussen Düsseldorf en Hagen
DB 2324, spoorlijn tussen Mülheim-Speldorf en Niederlahnstein
Düsseldorf Rheinisch
DB 2400, spoorlijn tussen Düsseldorf en Hagen